# 李澍
李澍（？—1699年），山东登州府招远县人，清朝政治人物。康熙5年第3名举人，康熙11年任掖县教谕，在掖先德行而后文艺，士风大振，修庙庭，道宪丁蕙勒碑记之。27年任灵璧知县，时灵璧邑被水荒，户口流窜。澍招流民，捐俸以给牛种，免赋数万两，又旧河夫累民，力为恳免，年省役费6千余金。31年调英山，抚育倍至。详免修葺宣楼船，民累永除。康熙38年任江南省闱同考官，本年卒。招远有灾荒，谕家人出穀米二干余石以赈之，邑人赖以全活者甚众。掖县与灵璧县、英山县均祀名宦祠。后，祀本县乡贤祠。
参考招远县志人物，掖县县志，英山县志，灵璧县志，招远李氏家谱

## 李澍
艺术家、策展人
中国工艺美术学会雕塑专业委员会会员

中国工业设计协会会员

湖南省美术家协会会员

湖南省戏剧家协会会员

长沙市美术家协会理事

长沙市雕塑艺委会副主任兼学术秘书

### 个人简介
```
   李澍，一九六八年生于
湖南
长沙
。雕塑家，艺术专业高级职称。

   出生于艺术世家，自幼受艺术熏陶，师从雕塑家李叔平先生和廖先荣先生。一九九零年毕业于湖南省艺术学校、一九九四年结业于中央美院、一九九五年结业于中央工艺美术学院，先后得到著名艺术家钱绍武、曹春生、程允贤、许正龙、曹崇恩等的悉心传授。

   从事美术创作二十多年，主要雕塑作品三十余件，其中二十余件在各地建成,成为公共景观的点睛之笔。其中与李叔平合作的雕塑《天问》建立在汨罗屈子祠，在湖南省建委的湖南省城市雕塑作品评选中，被评为“湖南省十佳城市雕塑”和优秀作品。他与李叔平合作的，建立在开慧故居的《阳光大地》、为郭亮诞辰一百周年创作的《革命先驱 郭亮烈士》、建立在湖南新闻大厦的不锈钢雕塑《聚焦》、建于长沙火车站东广场不锈钢雕塑《凤舞》等都是脍炙人口的佳作。

   多件作品在展览、评选中获奖。被国家或地方博物馆等重要机构收藏。雕塑作品《NET世纪之交》被中国雕塑艺术博物馆收藏、漆画作品《耕耘者》被湖南省图书馆收藏、与李叔平合作的雕塑作品《始末》被芷江中国人民抗日战争胜利纪念馆收藏。

   作品发表于《文艺报》、《湖南日报》、《湖南电视》、《潇湘晨报》、《长沙晚报》、《三湘都市报》、《中国青年报•青年时讯》等报刊。

   略传及作品入编人民画报社编撰的《走向世界的中国》、湖南美术出版社出版的《山水洲城•长沙美术精品集》、长沙市美术家协会主编的《长沙美术名家精品鉴赏集》等辞书典籍。

   湖南卫视等媒体曾做个人专题节目，对雕塑创作、人物造型等方面的成绩做了专题报道与展示。多次受邀出访澳大利亚、新西兰、美国、加拿大等国进行艺术展览、考察和交流，艺术活动及采访被当地及国内媒体报道。

   1998年赴澳大利亚奥兰治市与当地艺术家进行艺术交流，当地报纸《中西部日报》（Central Western Daily，Australia, July 7, 1998 page 3）进行了报道。

   2016年携雕塑作品《鼎盛中华》，赴美国纽约参加中国文化部在纽约举办的“艺术中国汇”（2016 Happy Chinese New Year Fantastic Art China），三十多家国际国内媒体争相报道，湖南卫视、哥伦比亚大学还做了个人专题访问并在电视媒体播出。

   2017年赴加拿大温哥华、美国西海岸多个城市访问交流，在温哥华满地宝李澍工作室（Li Shu Studio Port Moody Vancouver Canada）完成陶塑《天际》、《容与漏》。

   他重视艺术理论研究，并付诸应用实践。作品传承而不拘泥，拓展而不张狂。放眼新视野，容蓄新观念，在雕塑理念、材料、技法的创新上努力探究。

   近年在湖南省（国际）艺术博览会、纽约艺术中国汇、长沙市美术家协会的工作中，组织、参与策划了一些专业展览，2013长沙市新人新作展作美展、2014 第十二届全国美术作品展长沙展区长沙优秀美术作品展览、2015湖南省(国际)艺术博览会“湖南艺术方阵”雕塑邀请展、2015长沙市油画/雕塑艺术作品展、2016纽约艺术中国汇“艺术与创意博览会”、2016雨花非遗•雕塑邀请展等，这些展览都取得了良好的反响。
```

#### 报刊
《湖南日报》1993年12月9日；2001年12月14日；

《望城报》1995年10月20日；

《长沙晚报》1997年8月30日；1999年10月7日 ；2001年9月22日；

《中西部日报》（澳大利亚）1998年7月7日第三版（Central Western Daily，Australia, July 7, 1998 page 3）；

《三湘都市报》1999年10月4日；

《文艺报》1999年10月16日；

《中国青年报•青年时讯》2012年11月9日，中国青年报主办，国内统一刊号CN11-0172

#### 出版物
《走向世界的中国》人民画报社编辑，中国画报社2002年12月出版；国际标准书号ISBN 7-80024-656-6；

《长沙美术名家精品鉴赏集》长沙市美术家协会编2012年出版；

《山水洲城•长沙美术精品集》湖南美术出版社2013年10月出版；国际标准书号ISBN 978-7-5356-6637-6；

《新人新作展作品集》（长沙市美术家协会编2013年11月出版）；

《长沙油画/雕塑展作品集》（长沙市美术家协会编2015年11月出版）。
1. ↑  招远县志人物，掖县县志，英山县志，灵璧县志，招远李氏家谱